# Џон Петручи
Џон Питер Петручи (енгл. John Peter Petrucci; Њујорк, 12. јул 1967) је амерички музичар, најпознатији као гитариста и један од оснивача прогресив метал бенда Дрим Тијатер (Dream Theater). Петручи важи за изузетног виртуоза и више пута се нашао на разним листама најбољих гитариста свих времена.

## Биографија
Џон Петручи је рођен у Њујорку, у породици италијанског порекла. Гитару је почео да учи са осам година, али је убрзо одустао, да би јој се вратио са 12 година, када га је школски друг Кевин Мур позвао да свира с њим у бенду. Након средње школе, Петручи је студирао музику на универзитету Беркли, са још једним школским другом, Џоном Мајангом. Тамо су упознали бубњара Мајка Портноја и основали бенд Меџести (Majesty), коме се касније придружио и Мур. Године 1987. бенд је променио име у Дрим Тијатер.
Уз Џона Мајанга, Петручи је једини члан оригиналне поставе који и данас свира у Дрим Тијатеру. Са осталим члановима, учествовао је у писању музике за готово све песме које је бенд снимио, а написао је и много текстова; једини је члан бенда који је писао текстове на свим албумима. Уз Кевина Мура, Петручи је и једини члан бенда који је самостално писао и текстове и музику за поједине песме. Песме које је Петручи самостално написао су: "The Silent Man" са албума Awake, "Scene One: Regression" и "Scene Three I: Through My Words" са албума Metropolis Pt. 2: Scenes From A Memory, "Wither" са албума Black Clouds & Silver Linings и "Beneath The Surface" са албума A Dramatic Turn Of Events.
Иако је његова каријера везана скоро искључиво за Дрим Тијатер, Петручи је члан и инструменталног џез-рок пројекта Liquid Tension Experiment, поред колега из Дрим Тијатера, Мајка Портноја и Џордана Рудеса и басисте Тонија Левина. Свирао је и као трећи гитариста егзибиционе групе G3, уз Џоа Сатријанија и Стива Ваја, чак шест пута, више од било ког другог позваног гитаристе. Такође је снимао и соло албуме, а гостовао је и на албумима других познатих музичара.
Петручи живи у Њујорку, са супругом Реном Сендс, која је такође познати гитариста, и троје деце. У слободно време бави се бодибилдингом.

## Дискографија
Дрим Тијатер:
- (1986)
- (1989)
- (1992)
- (1993)
- (1994)
- (1995)
- (1997)
- (1998)
- (1999)
- (2000)
- (2002)
- (2003)
- (2004)
- (2005)
- (2006)
- (2007)
- (2008)
- (2008)
- (2009)
- (2011)
- (2013)
- (2013)
- (2014)
- (2016)
- (2019)
- (2020)
- (2021)
- (2025)

Остали албуми:
- -  (1989)
- -  (1996)
- -  (1997)
- -  (1998)
- -  (1998)
- -  (1998)
- -  (1999)
- -  (2000)
- -  (2001)
- -  (2004)
- -  (2005)
- -  (2005)
- -  (2006)
- -  (2006)